# Gibson EDS-1275
Die Gibson EDS-1275 ist ein E-Gitarren-Modell mit Doppelhals, das erstmals im Jahr 1958 unter dem Namen Double 12 vom US-amerikanischen Musikinstrumenten-Hersteller Gibson Guitar Corporation als Sonderanfertigung vorgestellt wurde. Das Instrument war bei seiner Markteinführung mit unterschiedlichen Kombinationen der beiden Hälse erhältlich. Bei der am weitesten verbreiteten Version des Modells mit zwei Gitarrenhälsen hat der oben liegende Hals zwölf Saiten, der untere sechs. Die Doppelhalsgitarre ermöglicht es einem Gitarristen, während des Spiels ohne Unterbrechung von einer sechssaitigen Gitarre zu einer zwölfsaitigen Gitarre zu wechseln, was bei Konzerten einen Vorteil darstellt. Die Nachteile gegenüber Gitarren mit nur einem Hals sind das höhere Gewicht und der größere Korpus.

## Geschichte

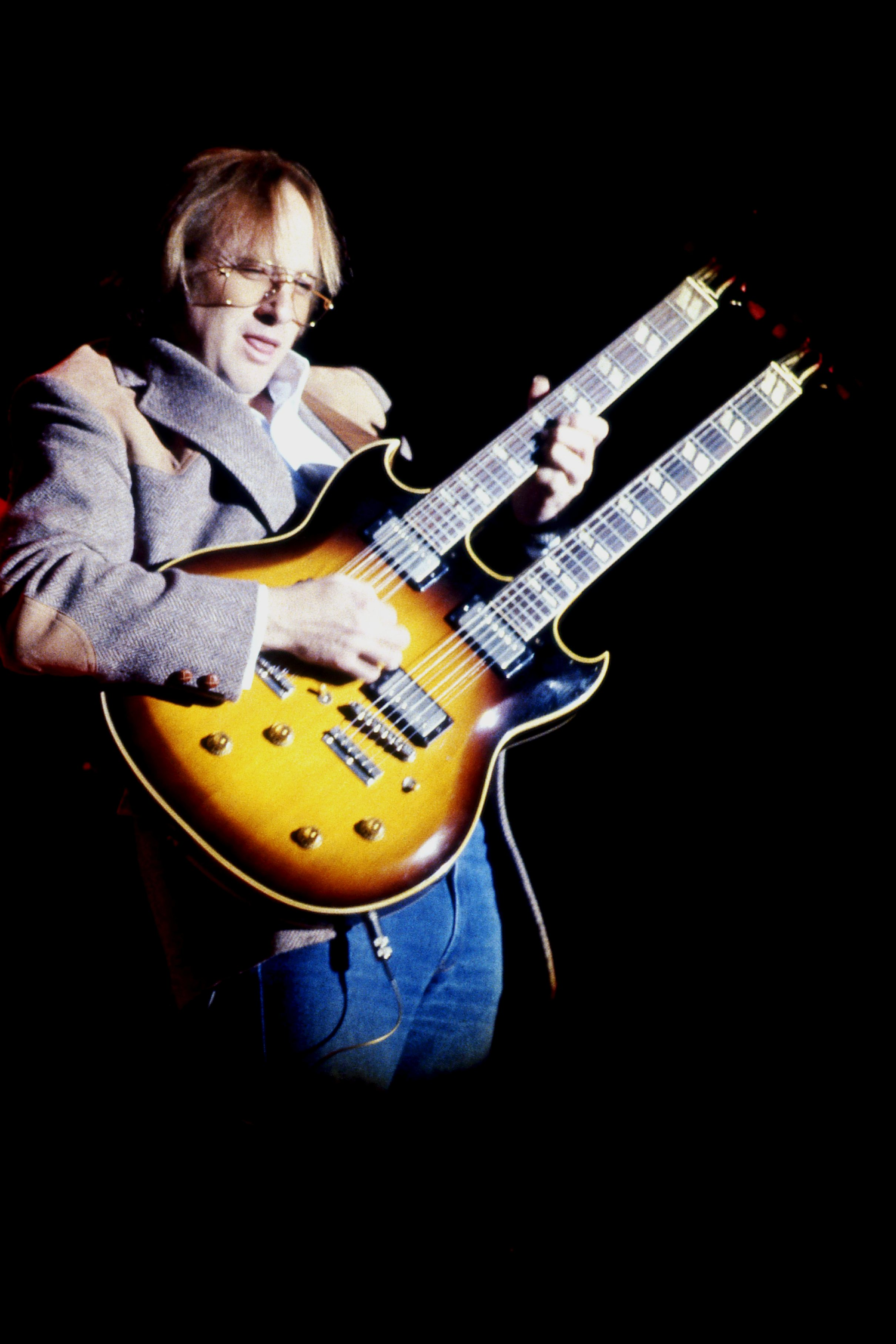
Stephen Stills mit seiner Prototyp-EDS-1275

Die ersten Versionen des Modells, das im Zeitraum von 1958 bis 1962 unter dem Namen Double 12 produziert wurde, waren Instrumente mit vollständig hohlem Korpus (englisch Hollowbody) sowie mit zwei Korpuseinschnitten (Cutaway), mit spitz zulaufenden Kanten in den Zargen („florentinischer“ Cutaway). Eine ähnliche Form des Korpusausschnitts ist beim Archtop-Modell Gibson ES-175 vorhanden. Dieses Doppelhals-Instrument war in den ersten Jahren seiner Produktion ein Gibson-Sondermodell, das nur auf Bestellung angefertigt wurde. Das ermöglichte die Herstellung von Instrumenten mit individuellen, nahezu beliebigen Halskombinationen, einschließlich der Halsformen von Tenorgitarre und Mandoline sowie Gitarrenhälse mit unterschiedlicher Mensur.
Bis zum Ende des Jahres 1961 verkaufte Gibson 46 Exemplare der Hohlkorpus-Version des Modells, dementsprechend selten sind frühe Exemplare des Modells heutzutage zu finden. Im Jahr 1962 wurde die Double 12 umbenannt zu EDS-1275, der bis heute verwendeten Modellbezeichnung, und sie wurde in ein Instrument mit vollmassivem Holzkorpus (Solidbody) umgewandelt. Deren Korpus ist im Umriss eine verbreiterte Version der Korpusform des E-Gitarrenmodells Gibson SG. Die Solidbody EDS-1275 ist die bekanntere Version dieser Doppelhalsgitarre. Gibson stellte die Produktion des Modells in den 1980er-Jahren vorübergehend ein und nahm sie Anfang der 1990er-Jahre wieder auf.

## Konstruktion
Die erste Hohlkorpus-Version der Gibson EDS-1275 hatte eine aus Fichtenholz geschnitzte, gewölbte Decke. Zargen und Boden der Version waren aus Ahornholz gefertigt. Der Korpus der Solidbody-Version der EDS-1275 besteht aus Mahagoni, die Hälse aus Ahornholz und das Griffbrett aus Palisander. Die Mensur beider Hälse misst bei dieser Version 24,75 Zoll (629 mm). Die Solidbody-Gitarre wird beziehungsweise wurde in vier Lackierungen von Korpus, Hals- und Kopfplatten-Rückseite hergestellt: Heritage Cherry (kirschrot), Alpine White (alpinweiß), Tobacco Burst (eine Sunburst-Lackierung mit Farbverlauf in Brauntönen) sowie Ebony („Ebenholz“/schwarz). Die beiden letztgenannten Lackierungen sind nicht mehr erhältlich.
Die Gitarre besitzt zwei Lautstärke- und zwei Klangregler, einen Schalter mit drei Optionen für die Auswahl der Tonabnehmer und einen Schalter mit drei Optionen für die Auswahl des Halses (oberer, unterer oder beide). Das Griffbrett beider Hälse hat zwanzig Bünde, auf der Höhe des fünfzehnten Bunds treffen die Hälse und der Korpus aufeinander. Als Tonabnehmer dienten anfangs vier doppelspulige P.A.F-Humbucker – zwei für jeden Hals – die später durch die moderneren 490R- und 498T-Modelle ersetzt wurden.

## Die Gibson EDS-1275 in der Musik

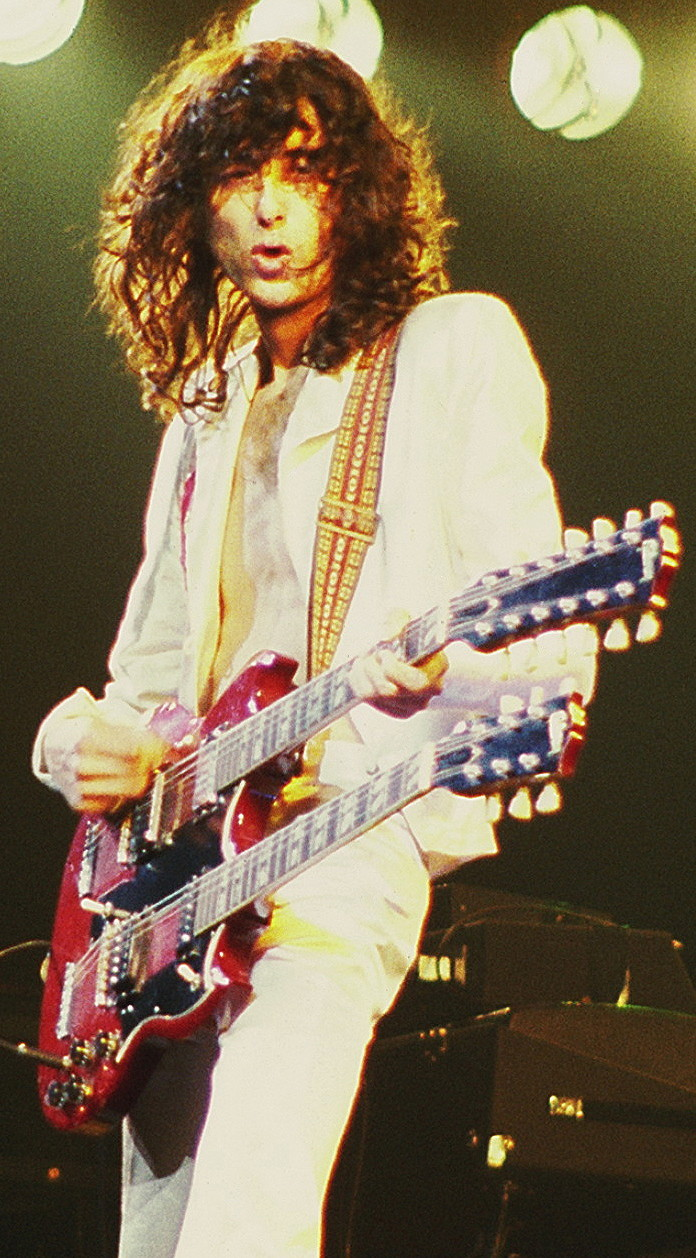
Jimmy Page (Led Zeppelin) mit Gibson EDS-1275 (1977)

Besondere Bekanntheit erlangte die EDS-1275 durch Jimmy Page, den Gitarristen der Rock-Gruppe Led Zeppelin. Page setzte das Doppelhals-Instrument bei Bühnenauftritten ein, um beispielsweise beim Lied Stairway to Heaven nicht die Gitarre wechseln zu müssen. Weitere Musiker, die die EDS-1275 häufig bei Konzerten einsetzen, sind u. a. Steve Howe, Gitarrist der Rockband Yes, Slash von Guns n’ Roses, Alex Lifeson von Rush sowie Charlie Whitney, der das Gitarrenmodell während seiner gesamten Karriere mit der Rockband Family spielte. Don Felder (Eagles) spielte sie bei der Aufnahme von Hotel California. Matthias Röhr (Böhse Onkelz) spielte sie bei den Liedern Erinnerungen und Nichts ist für die Ewigkeit.

## Ähnliche Doppelhals-Gitarren
Die EDS-1275 hatte in den ersten Jahren ihrer Produktion ein Schwestermodell mit der Bezeichnung EMS-1235. Dieses auch als Double Mandolin („Doppel-Mandoline“) bezeichnete Doppelhals-Modell kombinierte einen sechssaitigen Gitarrenhals mit Standard-Mensur mit einem Hals mit verkürzter Mensur, dessen sechs Saiten eine Oktave höher als die Standard-Gitarrenstimmung E, A, d, g, h, e’ gestimmt wurden. Von 1962 bis 1970 baute Gibson außerdem das Modell EBS-1250, ein als Double Bass bezeichnetes Doppelhals-Instrument, das eine sechssaitige E-Gitarre mit einem viersaitigen E-Bass kombinierte.
Die Gibson-Tochterfirma Epiphone stellt Nachbauten der klassischen kirschrot lackierten Version unter der Bezeichnung G-1275 her. Auch die Firma Ibanez hatte einen Nachbau im Programm, der jedoch nicht mehr hergestellt wird.